# 马特劳瑟勒什
马特劳瑟勒什，是匈牙利诺格拉德州所辖的一个村。总面积29.16平方公里，总人口1631，人口密度55.9人/平方公里（2011年1月1日）。